# Dolní Bojanovice
Dolní Bojanovice település Csehországban, Hodoníni járásban. Dolní Bojanovice Lužice, Starý Poddvorov, Mikulčice, Mutěnice, Josefov és Hodonín településekkel határos. Lakosainak száma 3044 fő (2024. január 1.).

## Népesség
A település lakosságának változását az alábbi diagram mutatja:
| Lakosok száma | 1615 | 1895 | 2278 | 2363 | 2794 | 2881 | 2994 | 2987 | 3019 | 3044 |
|               | 1869 | 1890 | 1921 | 1950 | 1980 | 2001 | 2017 | 2019 | 2022 | 2024 |